# Karolina Bosiek
Karolina Bosiek, née le 20 février 2000 est une patineuse de vitesse polonaise.

## Biographie
Elle est originaire de Ciebłowice, un village près de Tomaszów Mazowiecki, elle est étudiante au lycée III. Colonel. Stanisław Hojnowski à Tomaszów Mazowiecki.

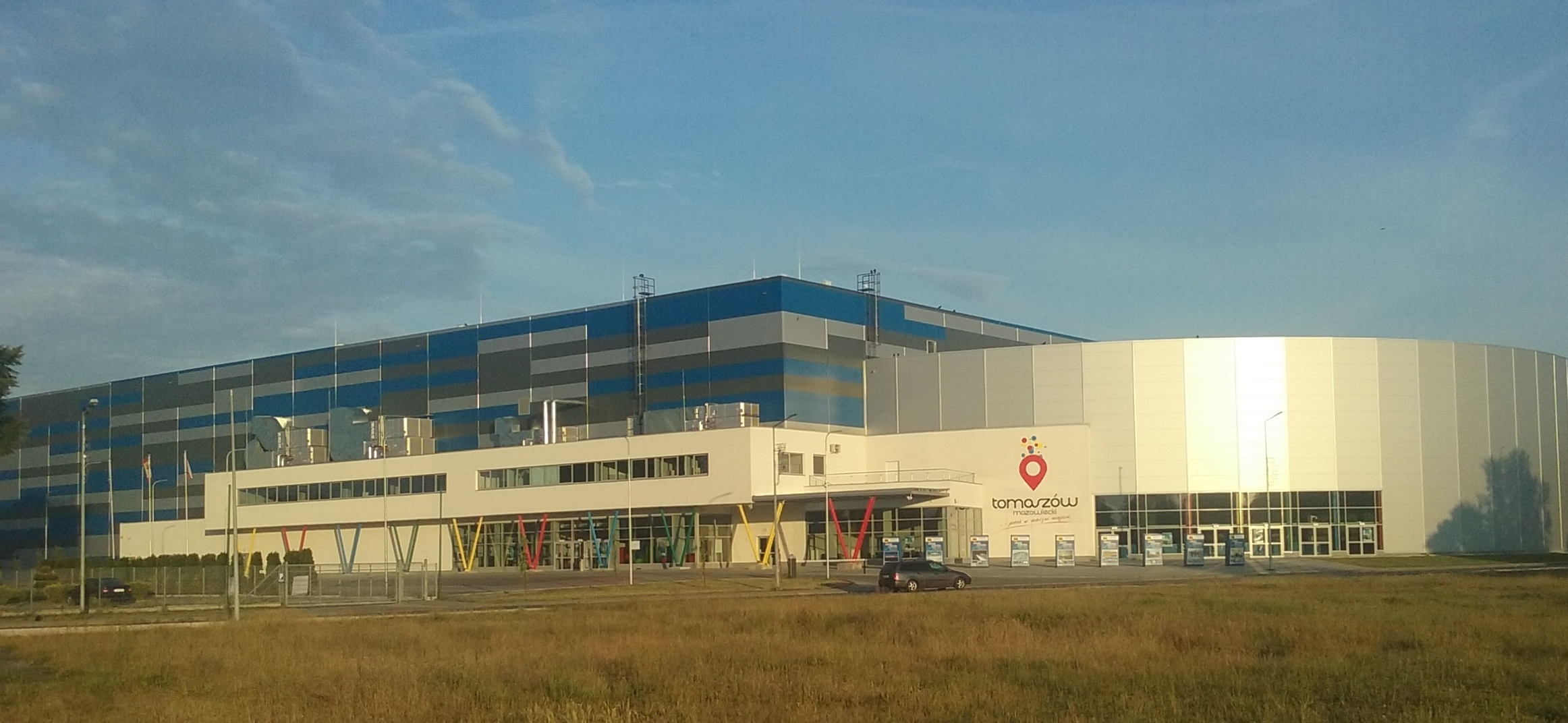
La première année de patinage de vitesse en Pologne - Arena Lodowa Tomaszów Mazowiecki L'objet sur lequel Karolina Bosiek s'entraîne

## Palmarès

### Jeux olympiques d'hiver
Elle a commencé à patiner à l'âge de 10 ans, à la suggestion de son amie du lycée.
Au départ, elle était une concurrente de IUKS 9 Tomaszów Mazowiecki, puis elle est allée à Pilica Tomaszów Mazowiecki, où elle a été entraîneuse de Jolanta Kmiecik. Puis son entraîneur est devenu l'entraîneur polonais le plus titré - Wiesław Kmiecik, qui forme actuellement l'équipe nationale junior.
Médaillé de bronze au sprint junior équipe mondiale (2016) - l'équipe formée à l'extérieur Bosiek: Angelica Wojcik et Kaja Ziomek.
Pendant les Jeux en 2018, elle était la plus jeune olympienne polonaise. Bosiek a pris la 16e place à 3000 mètres, la 29e à 1000 mètres et la 7e place dans la course par équipe (Bosiek est apparue dans la course féminine polonaise contre les Coréens).
A plusieurs reprises placé sur le podium de la coupe du monde junior (à différentes distances), y compris des victoires de 3000 mètres (Minsk 2016 et Innsbruck 2018.
Elle a marqué dans les compétitions de la Coupe du monde senior à différentes distances.
Médaillé multiple des championnats polonais (y compris l'or dans la course de masse des championnats polonais de 2017).
En 2016, elle est devenue la meilleure sportive du Tomaszów Poviat
| Épreuve / Édition    | 500 mètres | 1 000 mètres                     | 1 500 mètres | 3 000 mètres                     | 5 000 mètres                     | Mass start | Poursuite par équipes |
| JOJ 2016 Lillehammer | 7e         | Épreuve inexistante à cette date | 5e           | Épreuve inexistante à cette date | Épreuve inexistante à cette date | 12e        | —                     |
| JO 2018 Pyeongchang  | —          | 29e                              | 16e          | —                                | —                                | —          | —                     |

Légende :
- : première place, médaille d'or
- : deuxième place, médaille d'argent
- : troisième place, médaille de bronze
- : pas d'épreuve
- — : Non disputée par le patineur
- DSQ : disqualifiée